# .xk
Az .xk Koszovó ideiglenes, nem hivatalos legfelső szintű tartományának a neve, melyet az ENSZ BT 1244/99 számú határozata alapján hoztak létre.
Az XK az ISO 3166-1 "alfa-2 felhasználókhoz kötött kódok listáján" szerepel, melyen ott van az AA, a ZZ, a QM-QZ valamint az XA-XZ tartományok. Ez azt jelenti, hogy ezeket a kódokat magán használatra tartják fenn, amiből az következik, hogy nem lehet véglegesen semmilyen entitásnak kiosztani. Még országos legfelsőbb tartománynak sem. Így ennek a kódnak a használata nem hivatalos és csupán ideiglenes, míg Koszovó meg nem kapja a saját alfa-2 országkódját. A végleges kód lehet .ka, .ks, .kv, vagy .ko is, bár az utóbbit használhatja egy esetlegesen létrejövő újraegyesített Korea is, ha felfüggesztik a Dél-Korea által most használt .kr kódot.